# السرار (أرحب)

تعديل مصدري - تعديل

السرار هي إحدى قرى عزلة شعب بمديرية أرحب التابعة لمحافظة صنعاء، بلغ تعداد سكانها 208 نسمة حسب تعداد اليمن لعام 2004.